# Mark Medoff
Mark Medoff (Mount Carmel, 18 marzo 1940 – Las Cruces, 23 aprile 2019) è stato un drammaturgo e sceneggiatore statunitense.

## Biografia
Medoff è noto soprattutto per la sua pièce Figli di un dio minore (1979), che vinse il Laurence Olivier Award ed il Tony Award alla migliore opera teatrale.
Insieme ad Hesper Anderson curò anche la sceneggiatura dell'adattamento cinematografico del dramma, per cui fu candidato all'Oscar alla migliore sceneggiatura non originale.
Sposato con la seconda moglie Stephanie Thorne dal 1972 e la coppia ha avuto tre figli.
É morto a 79 anni il 23 aprile 2019 a Las Cruces, nel Nuovo Messico dopo una lunga malattia.

## Filmografia parziale

### Sceneggiatore
- Figli di un dio minore (Children of a Lesser God), regia di Randa Haines (1986)
- Il grande cuore di Clara (Clara's Heart), regia di Robert Mulligan (1988)
- La città della gioia (City of Joy), regia di Roland Joffé (1992)